# Spedizione sulla costa occidentale del Borneo
La spedizione sulla costa occidentale del Borneo, detta anche ribellione del Kalimantan occidentale, fu una spedizione punitiva compiuta dalla Compagnia olandese delle Indie orientali compiuta nel 1823 contro i ribelli indocinesi di Pontianak, Mandor e Monterado.

## Antefatto
Sulla costa occidentale del Kalimantan, i cinesi lanciarono una resistenza armata contro il governo coloniale olandese nelle Indie orientali; si unirono a questi rivoltosi un gran numero di combattenti provenienti dai sultanati del Kalimantan occidentale. Questi iniziarono ad attaccare una serie di miniere d'oro che erano passate ai Paesi Bassi tramite accordi coi sovrani locali in cambio di protezione. I rivoltosi ad ogni modo si opponevano a questo accordo perché gli olandesi, non contenti di quanto avevano ottenuto, avevano imposto ulteriori tasse alla popolazione ed avevano assegnato un prezzo di vendita sul sale e sull'oppio che si presentava come svantaggioso per le comunità locali. Gli indocinesi tentarono di chiedere di rivedere tale accordo, ma le autorità olandesi coloniali furono irremovibili.

## La spedizione
Godert van der Capellen ordinò al commissario Tobias di indagare su quanto accaduto per i disordini che già si erano verificati nell'area nel 1821; venne organizzato quindi un corpo di spedizione composto da 300 soldati olandesi sotto la guida di Hubert Joseph Jean Lambert de Stuers che si portò verso Pontianak dove già in precedenza si erano verificate delle rivolte a carattere locale; senza combattere, occupò la base indocinese di Mandor. Successivamente, il 20 gennaio 1823, occupò la fortezza di Lara che venne strappata ai ribelli dopo una dura lotta. Gli indocinesi fuggirono verso l'isola di Monterado e De Stuers decise di non inseguirli, dedicandosi a fortificare l'area conquistata. Dopo che le difese furono approntate, le truppe olandesi avanzarono su Monterado che venne occupata senza resistenza.

## Conseguenze
Il successo della spedizione punitiva attuata dagli olandesi, pur vittorioso, fu relativo. Gli indocinesi, per quanto sconfitti, si rifiutarono comunque di accettare quanto imposto dagli olandesi e, per la mancanza di truppe da impiegare per fronteggiare ulteriori rivolte, il governo olandese decise di lasciare la situazione com'era. Nella parte meridionale del Kalimantan, Tobias riuscì a ottenere l'applicazione del contratto esistente grazie alla collaborazione del sultano locale con le autorità olandesi. Nel contempo, il governo olandese riuscì a contrastare la pirateria localmente diffusa.